# Ли Джихе
Ли Джихе (кор. 이지혜), род. в 1986 году в Сеуле, Республика Корея) — южнокорейская скрипачка, лауреат международных конкурсов.

## Обучение
В 2002 году Джихе получила степень бакалавра Корейского национального университета искусств, а в 2009 году — степень магистра Консерватории Новой Англии в Бостоне (класс Мириам Фрид). С 2010 года обучается в Kronberg Academy под руководством Анны Чумаченко.

## Награды
В 2004 году Ли завоевала третью премию на Международном конкурсе молодых скрипачей имени Иегуди Менухина в Лондоне, в 2005 году — первую премию и приз Сарасате на Международном конкурсе скрипачей имени Пабло де Сарасате в Памплоне, в 2009 году — первую премию, приз зрительских симпатий и приз за исполнение камерной музыки на Международном конкурсе скрипачей имени Леопольда Моцарта в Аугсбурге. В 2011 году она была удостоена третьей премии XIV Международного конкурса имени П. И. Чайковского, а также специального приза этого конкурса за исполнение скрипичного концерта Вольфганга Моцарта.
В 2005 году струнный квартет с участием Д. Ли завоевал вторую премию международного конкурса в Праге.